# To Tomorrow / Final Squall / The Curtain Rises
 (octobre 2017).
Si vous disposez d'ouvrages ou d'articles de référence ou si vous connaissez des sites web de qualité traitant du thème abordé ici, merci de compléter l'article en donnant les références utiles à sa vérifiabilité et en les liant à la section « Notes et références ».
Singles de °C-ute
Mugen Climax (...)
(2016)
To Tomorrow / Final Squall / The Curtain Rises (To Tomorrow／ファイナルスコール／The Curtain Rises) est le titre officiel du 31e et ultime single « major » (33e single au total) du groupe Cute.
Près d'un tiers des éditions physiques est en fait titré To Tomorrow / Final Squall / The Curtain Rises sur la pochette, près d'un tiers est titré Final Squall / To Tomorrow / The Curtain Rises, et un peu plus d'un tiers est titré The Curtain Rises / To Tomorrow / Final Squall.

## Présentation
Le single, majoritairement écrit, composé et produit par Tsunku, sort au format CD le 29 mars 2017 au Japon sur le label zetima, cinq mois après le précédent single du groupe, Mugen Climax / Ai wa Maru de Seidenki / Singing ~Ano Koro no You ni~. Il atteint la 2e place du classement des ventes hebdomadaires de l'oricon. C'est le dernier single que sort Cute avant sa séparation officielle prévue de longue date pour juin 2017. 
C'est un single triple face A, le quatrième du groupe, contenant trois chansons principales et leurs versions instrumentales. Il sort en trois éditions régulières notées A, B et C, avec des pochettes différentes et une carte de collection incluse (sur six possibles pour chaque édition de ce single, représentant une des membres ou le groupe, en costume du clip d'une des trois chansons). Il sort aussi en quatre éditions limitées notées A, B, C, et SP, avec des pochettes différentes et un DVD différent en supplément.
L'ordre des titres est le même sur toutes les éditions ; cependant, les éditions (régulière et limitée) A mettent en valeur To Tomorrow (dont le titre est écrit de façon prohéminente sur leurs couvertures) avec un DVD consacré à cette chanson, tandis que les éditions B mettent en valeur Final Squall (dont le titre est de même écrit de façon prohéminente sur leurs couvertures) avec un DVD consacré à cette chanson, et que les éditions C mettent en valeur The Curtain Rises (titré de même) avec un DVD consacré. L'édition limitée spéciale SP, qui célèbre l'ultime single du groupe avant sa séparation, met également en valeur The Curtain Rises mais avec un DVD contenant des versions alternatives des clips vidéo des trois chansons.
Les trois chansons figureront sur le prochain et ultime album du groupe, la compilation Complete Single Collection qui sortira un mois plus tard en guise d'adieu.

## Formation
Membres du groupe créditées sur le single :
- Maimi Yajima
- Saki Nakajima
- Airi Suzuki
- Chisato Okai
- Mai Hagiwara

## Liste des titres
- To Tomorrow et The Curtain Rises sont écrites et composées par Tsunku (avec un rap de U.M.E.D.Y. sur The Curtain Rises).
- Final Squall est écrite et composée par Shock Eye.

CD (toutes éditions)
1. To Tomorrow (04:08)
2. Final Squall (ファイナルスコール?) (04:35
3. The Curtain Rises (04:08)
4. To Tomorrow (Instrumental) (04:08)
5. Final Squall (Instrumental) (ファイナルスコール ...?) (04:35)
6. The Curtain Rises (Instrumental) (04:08)

DVD de l'édition limitée A
1. To Tomorrow (Music Video)

DVD de l'édition limitée B
1. Final Squall (Music Video) (ファイナルスコール ...?)

DVD de l'édition limitée C
1. To Tomorrow (Music Video)

DVD de l'édition limitée SP
1. To Tomorrow (Dance Shot Ver.)
2. Final Squall (Dance Shot Ver.) (ファイナルスコール ...?)
3. The Curtain Rises (Dance Shot Ver.)